# Sally Ride
Sally Kristen Ride (Los Angeles, 26 mei 1951 – La Jolla, 23 juli 2012) was een Amerikaans natuurkundige en voormalig astronaut voor NASA. In 1983 was ze de eerste Amerikaanse vrouw in de ruimte.

## Biografie

### Jonge jaren
Ze was de oudste dochter in het gezin waar haar ouders actief waren in de Presbyteriaanse kerk. Haar vader was leraar op een school in Santa Monica en haar moeder vrijwilligster in een vrouwengevangenis. Haar jongere zuster, Karen, is dominee geworden in diezelfde geloofsgemeenschap.
Ride volgde een opleiding aan de Portola Middle School en Westlake School for Girls in Los Angeles (tegenwoordig de Harvard-Westlake School). Naast het feit dat ze interesse had in wetenschap, was ze ook een bedreven tennisspeelster. Haar verdere opleiding volgde ze aan het Swarthmore College en de Stanford-universiteit. Ze haalde achtereenvolgens een bachelor in Engels en natuurkunde, een master in natuurkunde en een Ph.D.. Tijdens haar studie deed ze onderzoek naar astrofysica en de vrije-elektronenlaser.

### Carrière

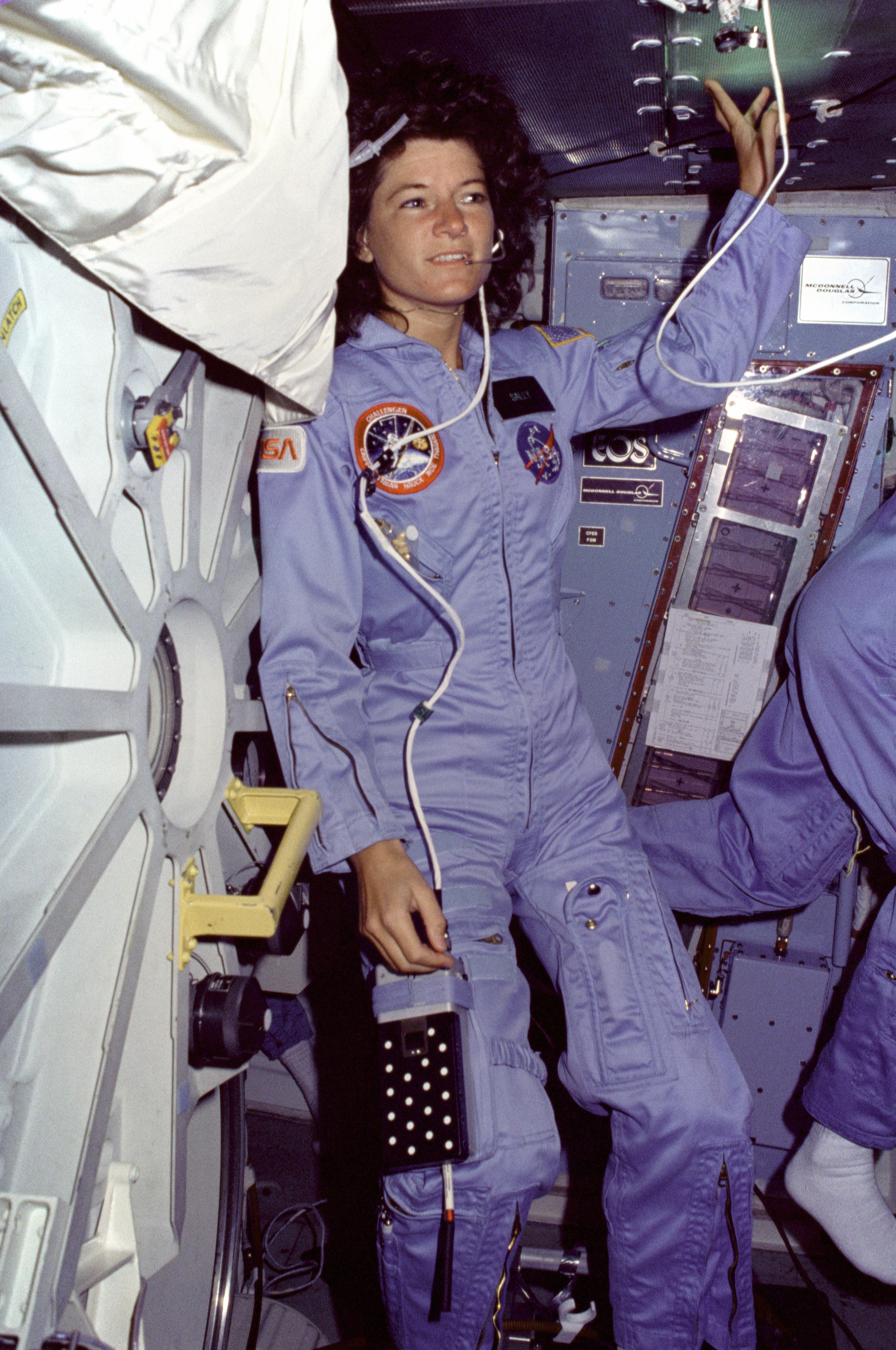
Sally Ride aan boord van de Challenger tijdens STS-7

Ride was een van de 8000 mensen die reageerden op een krantenadvertentie waarin vrijwilligers werden gezocht voor het Amerikaanse ruimtevaartprogramma. In 1978 ging ze werken bij NASA. Tijdens het begin van haar carrière bij NASA was ze lid van het grondpersoneel tijdens de tweede en derde Space Shuttle-missies (STS-2 en STS-3). Tevens hielp ze met de ontwikkeling van de Canadarm.
In 1983 werd ze uitgekozen om deel te nemen aan de STS-7 missie aan boord van de Challenger. Zodoende werd ze op 18 juni 1983 de eerste Amerikaanse vrouw ooit in de ruimte. Ze was niet de eerste vrouw ooit in de ruimte; de Russische kosmonautes Valentina Teresjkova en Svetlana Savitskaja gingen haar voor. Tijdens de missie, waarbij de bemanning onder andere twee satellieten in een baan om de aarde bracht en farmaceutische experimenten uitvoerde, bediende Ride de mede door haarzelf ontworpen Canadarm.
In 1984 nam Ride deel aan een tweede missie, STS-41-G, eveneens aan boord van de Challenger. In totaal bracht ze 343 uur in de ruimte door. Ze zou nog mee gaan met een derde missie, waarvoor ze reeds acht maanden had getraind. Maar nadat de Challenger in januari 1986 ontplofte tijdens de lancering werd haar missie geschrapt. Ze werd na dit ongeluk gevraagd voor een commissie die de ramp moest onderzoeken. Nadat het onderzoek was voltooid, werd Ride overgeplaatst naar het NASA-hoofdkwartier in Washington DC. Daar hield ze zich bezig met de strategische planning van toekomstige missies. Tevens hielp ze met de oprichting van NASA's Office of Exploration.

### Na NASA
In 1987 verliet Ride NASA om te gaan werken aan het Center for International Security and Arms Control van de Stanford-universiteit. In 1989 werd ze professor in natuurkunde aan de Universiteit van Californië - San Diego en hoofd van het California Space Institute.
In 2003 werd ze benaderd om mee te helpen aan het onderzoek naar de ramp met de Spaceshuttle Columbia. In haar laatste jaren was Ride president en CEO van haar eigen bedrijf Sally Ride Science, dat ze in 2001 oprichtte. Tevens was ze lid van de Review of United States Human Space Flight Plans Committee.
Ride heeft vijf boeken over de ruimtevaart geschreven of helpen schrijven. Deze boeken zijn alle gericht op kinderen.
In 1982 trouwde Ride met mede-astronaut Steven Hawley, maar hun huwelijk liep stuk in 1987. Sinds 1985 had Ride een partnerschap met Tam O’Shaughnessy, een oude vriendin uit haar kindertijd. Dit werd pas na haar overlijden bekend. Ride overleed op 61-jarige leeftijd aan de gevolgen van alvleesklierkanker.

## Prijzen en eerbetoon
Ride heeft in haar leven meerdere prijzen ontvangen, waaronder de Jefferson Award for Public Service, de Von Braun Award, de Lindbergh Eagle, en de NCAA's Theodore Roosevelt Award.
Ze is opgenomen in de National Women's Hall of Fame, en de Astronaut Hall of Fame. Ze heeft tweemaal de National Spaceflight Medal ontvangen. In de Verenigde Staten zijn twee basisscholen naar haar vernoemd; Sally K. Ride Elementary School in The Woodlands, Texas, en Sally K. Ride Elementary School in Germantown, Maryland.
Op 6 december 2006 werd Ride opgenomen in de California Hall of Fame. In 2013 ontving ze postuum van president Barack Obama de Presidential Medal of Freedom de hoogste onderscheiding die aan burgers wordt gegeven door de regering van de Verenigde Staten van Amerika.
De Cygnus-bevoorraadingscapsule van missie NG-18 is de S.S. Sally Ride gedoopt.